# Danute Bankaitis-Davis
Danute "Bunki" Bankaitis-Davis née le 2 janvier 1958 et morte le 29 janvier 2021, est une coureuse cycliste professionnelle américaine.

## Palmarès sur route
- 1987
  - 2e du championnat des États-Unis sur route
- 1988
  - Ronde de Norvège
  - 2e du Tour de la Drôme
  - 3e du Coors Classic
- 1990
  - International Tour de Toona
  - Ronde de Norvège
    - 2e Classement général
    - 6e étape
- 1992
  -  Championne du monde du contre-la-montre par équipes (avec Janice Bolland, Eve Stephenson, Jeanne Golay)
  - 2e du championnat des États-Unis du contre-la-montre